# Bebida energética
Bebida energética ou energético é uma bebida que estimula o metabolismo e tem como finalidade fornecer ao consumidor energia através da ingestão de taurina.

## Composição
As bebidas energéticas são estimulantes que aumentam o estado de alerta para a mente e para o corpo. Elas têm em sua composição basicamente taurina, cafeína e inositol. Alguns fabricantes adicionam o guaraná, como o Burn, da Coca-Cola, o Monster Energy.

## Forma de atuação
A taurina é um ácido 2-aminoetanosulfónico, orgânico, contendo enxofre, encontrado na bílis. É um dos aminoácidos não-essenciais mais abundantes do nosso organismo, especialmente no sistema nervoso central, nos músculos esqueléticos, no coração e no cérebro (bem como nos intestinos e ossos esqueléticos). É um aminoácido essencial para os gatos.
Age com a glicina e o ácido alfa-aminobutírico como um transmissor neuroinibidor. É sintetizado, no fígado e no cérebro, a partir da metionina e cisteína, juntamente com a vitamina B6. É o único ácido sulfónico conhecido a ser produzido por meios naturais.
Atua como emulsionante dos lípidos, no intestino delgado, promovendo a sua absorção intestinal, já que é um dos ácidos mais abundantes da bílis (o ácido quenodesoxicólico). A taurina age ainda como transmissor metabólico e fortalece as contrações cardíacas.
A bebida energética age como desintoxicador no organismo humano, facilitando a excreção de substâncias que não são mais importantes para o corpo pelo fígado. Intensifica os efeitos da insulina, sendo responsável por um melhor funcionamento do metabolismo de glicose e aminoácidos, podendo auxiliar o anabolismo. Não é incorporada em enzimas e proteínas, mas possui um papel importante no metabolismo dos ácidos da bílis.
Glucoronolactona é uma substância formada em nosso corpo a partir da glicose e auxilia nos processos de eliminação de toxinas. De acordo com os fabricantes, na atividade física age como um desintoxicante, diminuindo a fadiga e melhorando o desempenho. A glucoronolactona é um tipo de carboidrato biossintetizado a partir da glicose, podendo ser encontrado também no vinho tinto, cereais, maçãs e pêras. É essencial para a desintoxicação e metabolismo de ampla variedade de xenobióticos e medicamentos, via conjugação no fígado, que são eliminados na urina.
Todos os fabricantes advertem aos consumidores que não é recomendável o consumo com bebida alcoólica e também que crianças, gestantes, nutrizes, idosos, portadores de enfermidades e pessoas que tomam remédio devem consultar o médico antes de consumir o produto. 
No caso do Red Bull, uma lata de 250 ml contém 1g de taurina, 60 mg de glucuronolactona, 80 mg de cafeína e vitaminas do complexo B (B3, B5, B6 e B12).

### Outros componentes dos energéticos
Inositol é base de inúmeros sinalizadores celulares e mensageiros secundários, estando envolvido em vários processos biológicos, tais como: montagem do citoesqueleto; controle da concentração intracelular do íon Ca2+; manutenção do potencial de membrana das células; modulador da atividade da insulina; quebra das gorduras; redução dos níveis de colesterol no sangue.
Vitaminas c2, c3, c5, c6 e c12 são micronutrientes do complexo B solúveis em água, necessários ao organismo pois colaboram no metabolismo de gorduras, carboidratos e proteínas e auxiliam na capacidade de concentração e memória .
Naturalmente encontradas em levedo de cerveja, abóbora, carnes, cereais integrais, banana e trigo.
Glucuronolactona é uma substância formada, em nosso corpo, a partir da glicose e auxilia nos processos de eliminação de toxinas endógenas e exógenas. De acordo com os fabricantes, na atividade física age como um desintoxicante, diminuindo a fadiga e melhorando a performance.
A glucoronolactona é um tipo de carboidrato biossintetizado a partir da glicose, podendo ser encontrado também no vinho tinto, cereais, maçãs e peras. É essencial para a desintoxicação e metabolismo de ampla variedade de xenobióticos e medicamentos, via conjugação no fígado, que são excretados na urina.

### Sabor
Vários são os sabores, dependendo da marca, desde sabor de frutas até de remédio. São bastante utilizados o guaraná, limão, açaí, entre várias frutas cítricas e até sabor de chá, geralmente utilizando corantes e saborizantes artificiais.

## Recomendações quanto ao consumo
É muito comum o consumo de bebida energética com bebida alcoólica, principalmente com whisky ou vodca. No rótulo das embalagens dos energéticos de qualquer fabricante é expressa a mensagem que não é recomendado o consumo com bebida alcoólica. Em termos de dosagem, depende da quantidade de seus ingredientes, sendo que, na maioria dos casos, uma quantidade acima de 500ml em um curto espaço de tempo já torna seu consumo prejudicial. Em doses acima de 1 a 2 litros, já pode ocasionar mal estar e em casos de pessoas com doenças cardiovasculares, até mesmo o óbito, dependendo da doença.
O consumo de bebida energética com bebida alcoólica pode alterar a sensação de embriaguez, e com isso permitir que o consumidor se sinta em condições motoras quando tem sua percepção motora alterada, correndo o risco de causar um acidente, além de aumentar o efeito rebote, que é quando o efeito dos estimulantes contidos nos energéticos acabam, fazendo o indivíduo se sentir fraco, sonolento e depressivo.
A cafeína presente nesses energéticos potencializa o efeito maléfico do álcool no cérebro. De acordo com o estudo produzido em uma pesquisa, realizada na Universidade Federal de São Paulo (Unifesp), a cafeína acelera a morte de células cerebrais, causada principalmente pelo álcool, que pode levar ao envelhecimento precoce e a doenças como mal de Alzheimer e de Parkinson
No caso de excesso de ingestão de cafeína, a ingestão excessiva pode provocar, em algumas pessoas, efeitos negativos como irritabilidade, ansiedade, agitação, dor de cabeça e insônia. Os portadores de arritmia cardíaca devem evitar até mesmo dosagens moderadas, ainda que eventuais, da substância. Altas doses de cafeína excitam demasiadamente o sistema nervoso central, inclusive os reflexos medulares, podendo ser letal. Não se conhece estudos científicos de diagnóstico de letalidade em doses superiores a 10 gramas ao dia.
A ingestão frequente pode causar insônia.

## Fabricantes e nomes
Diversos são os fabricantes. Os nomes variam com sugestão de:
- atribuição de poder (húngaro Hell - "inferno" em português, com a figura do diabo como símbolo),
- alucinantes (austríaco Flying Horse - "cavalo voador" em português),
- detonadores (Burn, da Coca-Cola, "queimar" em português), TNT (da Cervejaria Itaipava - RJ - sigla para "trinitrotolueno", explosivo),
- atribuição de força (austríaco Red Bull - "touro vermelho" em português), (RefriagoSpeed "em português velocidade